# Lookin Ass
"Lookin Ass" (originalmente titulada como "Lookin Ass Nigga") é uma canção escrita pela rapper trinidiana-americana Nicki Minaj e o produtor americano Detail. Foi originalmente gravada por Minaj para o álbum de compilação da Young Money Entertainment Young Money: Rise of an Empire, e também irá fazer parte do seu terceiro álbum de estúdio The Pink Print. O vídeo para a canção foi lançado em 14 de fevereiro de 2014. A faixa é do gênero hip hop e foi produzida por Detail; sua letra critica os comportamentos estereotipados comumente associados com os homens.
Sua capa gerou polêmica por colocar uma imagem do falecido ativista Malcolm X junto ao termo depreciativo "nigga". Em 11 de março de 2014, "Lookin Ass" foi adicionada nas rádios urban contemporary dos Estados Unidos como o terceiro single oficial do Young Money: Rise of an Empire. Foi enviada para estações de rádio rhythmic contemporary americanas em 18 de março de 2014, duas semanas depois do single antecessor do álbum, "Trophies".

## Antecedentes
Em maio de 2013, Minaj anunciou que seu então terceiro álbum de estúdio sem título seria "concentrado em rap", enquanto que seu disco anterior, Pink Friday: Roman Reloaded (2012) explorou elementos importantes da música pop. Ela afirmou ainda que iria começar a escrever o material do projeto no final daquele ano, depois da conclusão do sua primeira longa-metragem The Other Woman (2014). Minaj discutiu em uma entrevista como a canção "Lookin Ass Nigga" foi concebida:
| “ | "Eu estava em Nova York, e eu não sei se [Detail] estava lá. Foi depois do BMI. Eles haviam-me dado várias prêmios e também honraram a Cash Money. [Depois] saímos para comer e Detail foi para lá, agindo como um louco, muito bêbado. Então Safaree saiu e falou com ele: 'Olha... Nicki está prestes a começar a trabalhar em seu [novo] álbum', e ele [disse], 'Sério? Eu tenho tentado entrar no estúdio com ela'. Então eles combinaram, nós viemos para LA e 'Lookin' Ass Nigga' foi a primeira coisa que eu fiz com ele. Levou um minuto, porque eu queria aperfeiçoar cada linha ... e ficou realmente muito boa. | ” |

O álbum foi mencionado no freestyle de Minaj de "Boss Ass Bitch" do grupo PTAF (Pretty Taking All Fades), e o título oficial, The Pink Print, foi anunciado com a estréia de "Lookin Ass Nigga" em 12 de fevereiro. A faixa ainda seria inserida no álbum de compilação da gravadora Young Money Entertainment, Young Money: Rise of an Empire.

## Composição
"Lookin Ass Nigga" é uma canção do gênero hip hop; começa com "uma persistente batida de piano e um lamento auto-sintonizado", depois Minaj começa a fazer rap criticando os homens, que são referidos como lookin ass niggas. Seus versos destacam seu desgosto de homens que ficam olhando para suas nádegas, embelezam a sua estabilidade financeira, e exageram sua ligação com tráfico de drogas. Latifah Maomé de HipHopWired sugeriu que Minaj "protegesse seu legado no rap rimando com força e raiva", em resposta a críticas anteriores que ela havia recebido por experimentar a música pop. Ela também observou que Minaj seguiu um "padrão semelhante em toda a rima" e "[empilhou] rimas multissílabas terminando cada verso com a controversa N-word".

## Recepção da crítica
"Lookin Ass Nigga" tem geralmente recebido críticas favoráveis dos profissionais de música. Rob Markman da MTV News brincou dizendo: "alguém se esqueceu de dizer a Nicki Minaj" que o rap é tradicionalmente liderado por homens, e elogiou que "esta versão 2014 de Nicki é muito mais ameaçadora do que qualquer coisa que já vimos" em relação aos seus projetos anteriores.

## Controvérsia

Capa lançada por Minaj, com Malcolm X.

A capa não-oficial de "Lookin Ass Nigga" apresenta um retrato da ativista falecido Malcolm X segurando uma arma carabina M1 em sua residência no Queens, Nova Iorque em 1964. A colocação do termo depreciativo "nigga" ao lado de sua imagem gerou polêmica; Alvin Aqua Blanco of Blanco do HipHopWired declarou que "ao igualar um homem que literalmente morreu por essa causa - o avanço dos direitos humanos para as pessoas de cor - [ser exposto junto a esse termo,] está errado de várias formas". Latifah Muhammad do mesmo site fez uma nota adicional sobre o lançamento do single durante Mês da História Negra Norte-Americana. Minaj se desculpou em sua conta do Instagram, comentando que a imagem não foi feita como a capa oficial:
| “ | Isso é um problema agora? Vocês tem um problema comigo ao fazer referência às pessoas que Malcolm estava pronto para puxar o gatilho em ‘Lookin Ass Niggaz’? Bem, peço desculpas. Esta não é a capa oficial e este não é um single oficial. É uma conversa. Não um single. Eu [estava] na gravação do vídeo de 'Lookin Ass Niggaz' e [vi] uma foto icônica do Malcolm X pronto para fazer [uma] coisa que ele acreditava!! Nunca quis diminuir seus esforços e legado. Peço desculpas se a imagem do Malcolm X foi interpretada erroneamente. A palavra "nigga" causa tanto debate em nossa comunidade, enquanto o comportamento de um "nigga" é elogiado e adorado. Desculpas novamente à sua família. Eu não tenho nada mais do que respeito e adoração por vocês. A foto foi removida horas atrás. Obrigada". | ” |

## Vídeo musical
Em fevereiro de 2014, Minaj carregou fotos suas no Instagram onde ela estava na produção de um projeto sem aviso prévio; ela estava vestida com um "collant preto transparente e um protetor de mamilo na formato de estrela". Mais tarde, ela deu a entender que estava filmando um vídeo musical, comentando: "Nos bastidores. [Sendo] gravada por @grizzleemusic [sic]" em outra imagem carregada na rede social.
A produção final foi dirigida por Nabil Elderkin, e foi lançado através do site de hip hop WorldStarHipHop em 12 de fevereiro de 2014. O vídeo monocromático tem locação em uma seção vazia de terra perto de uma cadeia de montanhas. Minaj é vista sugestivamente posando ao longo do clipe e segurando um fuzil de assalto em várias ocasiões. São mostradas cenas de homens olhando para ela que são intercaladas ao longo do clipe; Minaj atira neles no final do vídeo.

## Desempenho nas paradas musicais

### Posições
| Tabela musical (2013)                                       | Melhor posição |
| ----------------------------------------------------------- | -------------- |
| Estados Unidos - Bubbling Under Hot 100 Singles (Billboard) | 4              |
| Estados Unidos - Hot R&B/Hip-Hop Songs (Billboard)          | 28             |
| Estados Unidos - Rap Songs (Billboard)                      | 16             |